# Triumph Spitfire

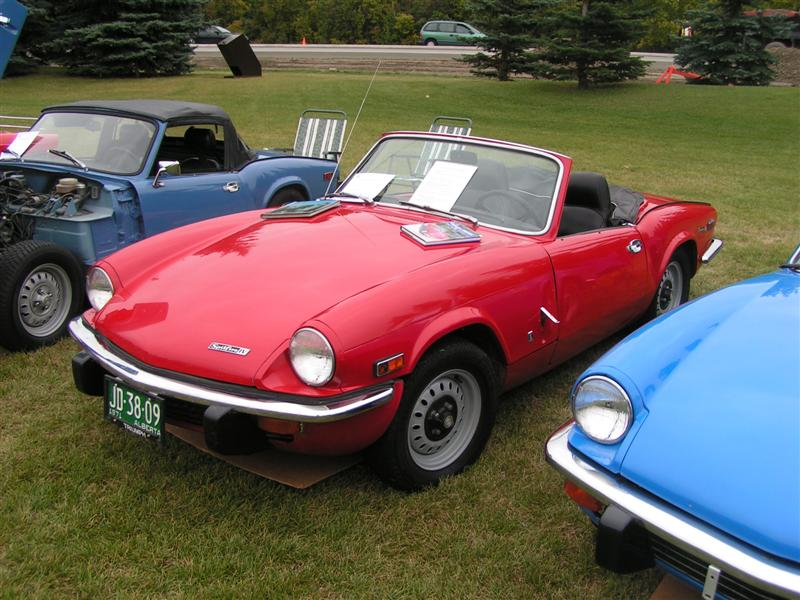
Triumph Spitfire Mk IV

Triumph Spitfire är en sportbil, tillverkad av den brittiska biltillverkaren Triumph mellan oktober 1962 och augusti 1980.

## Spitfire 4
BMC hade visat hur man enkelt bygger en liten och billig sportvagn baserad på standardkomponenter när de förvandlat en vanlig Austin A35 till den käcka Austin-Healey Sprite. Så Triumph var säkra på att kunna upprepa den succén och bygga en sportvagn på sin nya småbil Herald. Giovanni Michelotti hade tagit fram en snygg öppen kaross redan 1957 och eftersom Heralden hade separat ram var det enkelt att byta standardkaross mot sportbilskaross. Motorn trimmades med hjälp av dubbla förgasare och i oktober 1962 startade produktionen av Spitfire.
För att kunna hålla priset nere var bilen enkel i sitt utförande, men det var något som kunderna uppskattade. Mindre populär var den svårbemästrade pendelaxeln bak, även den ett arv från Herald. I en trött familjebil fungerade bakvagnsupphängningen tillfredsställande, men med en starkare motor i den lätta bilen ledde den till svår överstyrning och Spitfiren fick utstå mycket kritik för sina vägegenskaper vid inspirerad körning.
Produktionen uppgick till 45 753 exemplar.

## Spitfire Mk II
I december 1964 kom Mark II-versionen med starkare motor, men oförändrad cylindervolym, bättre stolar och mer ombonad inredning. Karossen var i stort sett samma som ursprungsmodellen med små förändringar som andra dörrhandtag placerade högre upp på dörren och färre ribbor i grillen. Färgutbudet minskades drastiskt till att enbart innefatta ett fåtal färger.
Produktionen uppgick till 37 409 exemplar.

## Spitfire Mk III
Mark III-versionen från januari 1967 fick en ny front med högre monterad stötfångare, för att klara nya säkerhetsnormer. Motorn var kraftigare med större slagvolym. Bilen fick även bättre bromsar och bredare fälgar.
Produktionen uppgick till 65 320 exemplar.

## Spitfire Mk IV
I november 1970 kom Mark IV-modellen med nytt bakparti, snyggare instrumentbräda och, äntligen, helsynkroniserad växellåda. Mest uppskattat var ändå en modifierad bakvagnsupphängning, som tog bort den värsta överstyrningen.
Produktionen uppgick till 70 021 exemplar.

## Spitfire 1500
Den sista utvecklingen av Spitfiren kom i december 1974. Motorn hade nu förstorats till 1500cc, vilket gav högre vridmoment och bättre körbarhet. Bilen hade även bättre stolar och mer ombonad inredning.
Produktionen upphörde i augusti 1980 och 1500-modellen byggdes i 95 829 exemplar.

## Motor
Motorn hämtades från Herald-modellen och härstammade från Standard Eight. Det var en enkel stötstångsmotor med trelagrad vevaxel. För att få upp effekten var motorn försedd med dubbla förgasare. I den sista 1500cc-versionen hade den förstorats till yttersta gränsen, med nästan dubbla slagvolymen jämfört med ursprunget.
| Modell | Motor              | Cylindervolym | Effekt | Bränslesystem       |
| ------ | ------------------ | ------------- | ------ | ------------------- |
| 4      | 4-cyl radmotor ohv | 1147 cm³      | 63 hk  | Dubbla SU förgasare |
| Mk II  | 4-cyl radmotor ohv | 1147 cm³      | 67 hk  | Dubbla SU förgasare |
| Mk III | 4-cyl radmotor ohv | 1296 cm³      | 75 hk  | Dubbla SU förgasare |
| Mk IV  | 4-cyl radmotor ohv | 1296 cm³      | 70 hk  | Dubbla SU förgasare |
| 1500   | 4-cyl radmotor ohv | 1498 cm³      | 70 hk  | Dubbla SU förgasare |